# Omar Anguita
Omar Anguita Pérez (Madrid, 3 de noviembre de 1990) es un político español del Partido Socialista Obrero Español. Fue concejal en el Ayuntamiento de Rivas-Vaciamadrid desde junio de 2019, hasta que ocupó el escaño de Dolores Delgado en la Cámara Baja, siendo elegido diputado en la xiv legislatura del Congreso de los Diputados. También fue secretario general de las Juventudes Socialistas de España entre 2017 y 2021.

## Biografía
Nacido el 3 de noviembre de 1990 en Madrid, hijo de un camionero y de una modista (Carmen Pérez, que después sería portavoz del PSOE en el Ayuntamiento de Rivas), residió cuando era niño en el madrileño barrio de Santa Eugenia, trasladándose con 9 años junto con su familia a Rivas-Vaciamadrid; con 14 años se afilió a las Juventudes Socialistas de Madrid. Es primo de Ignacio de Benito, concejal del Ayuntamiento de Madrid entre 2015 y 2019.
Estudió Turismo en la Universidad Rey Juan Carlos, aunque no llegó a acabar la carrera, pasando a trabajar en ocupaciones como azafato de Vueling, camarero, profesor de clases particulares, ayudante de seguridad, traductor, y como empleado en una empresa de transporte. Ha tomado cursos con el objetivo de titularse como piloto de aviación.
Anguita, abiertamente republicano —considera la República como un objetivo irrenunciable— y partidario de Susana Díaz en las primarias del PSOE de 2017, fue elegido secretario general de las Juventudes Socialistas de España en junio de este año, y entró a formar entonces parte de la Comisión Ejecutiva Federal del PSOE.
El 26 de mayo de 2019, tras las elecciones municipales donde ocupaba el puesto número 2 en las listas del PSOE por Rivas, obtuvo un escaño como concejal en Rivas-Vacimadrid, hasta que el 4 de febrero de 2020, tomó posesión como diputado en el Congreso, en sustitución de Dolores Delgado, nombrada fiscal general del Estado.